# Anfiteatro de Leptis Magna
El anfiteatro de Leptis Magna es un anfiteatro romano construido en el año 56 durante el reinado del emperador Nerón, en la cavidad de una antigua cantera de materiales de construcción. Está ubicado al este de la ciudad romana de Leptis Magna, a algunos centenares de kilómetros al este de Cartago (en la actualidad cerca de Trípoli, en Libia).
El anfiteatro podía alojar a unas 15.000 personas. Su longitud total es de 121 metros en su lado mayor y de 111 metros en el menor, y su arena mide 57 metros de largo por 47 metros de ancho.

## Historia
Una inscripción conmemorativa permite datar con precisión la inauguración del anfiteatro en el año 56, al principio del reinado de Nerón.
En otras inscripciones latinas encontradas en las ruinas los magistrados de Leptis Magna rememoraban los espectáculos celebrados en el anfiteatro. Hay documentados combates de gladiadores con ocasión de las elecciones quinquenales, así como la provisión de diez animales salvajes o de cuatro fieras con dientes.
El anfiteatro, como el resto de Leptis Magna, fue dañado por los intensos terremotos ocurridos durante los años 306 a 310. El 21 de julio de 365, otro seísmo con epicentro en Creta, seguido de un tsunami, devastó nuevamente la ciudad. Reconstruida posteriormente por Justiniano en 533, el centro urbano fue rodeado por una muralla que dejaba fuera el anfiteatro y el circo.
Leptis Magna fue abandonada durante las invasiones árabes y el anfiteatro desapareció bajo tierra a lo largo del tiempo. A principios del siglo XX, Henri Méhier de Mathuisieulx descubrió  cerca del circo una depresión ovalada de aproximadamente 80 metros de largo en su eje mayor, aunque sin ningún rastro de construcción, hecho que le hizo dudar de que fuese un anfiteatro.
Tras la ocupación de Tripolitania a partir de 1911 por parte de Italia comenzaron las primeras excavaciones arqueológicas. En 1912 se desenterró, cerca del anfiteatro, una estatua que representaba a la Artemisa de Éfeso. Su imagen se utilizó en los sellos de correos de la Italia colonial como diosa de la Abundancia, símbolo de Tripolitania. El afán por mostrar la grandeza de Roma durante el período fascista hizo que se dispusieran considerables recursos para sacar a la luz la ciudad antigua, desenterrar su anfiteatro y restaurar una parte del graderío.

## Localización
El anfiteatro está situado al este de la ciudad antigua, excavado en una pequeña colina, a una distancia de aproximadamente un kilómetro del uadi Lebda y del puerto. Está separado de la costa por el circo, al cual está conectado por un túnel de circulación.
Esta localización a las afueras del núcleo urbano facilitaba la llegada y la dispersión de la multitud de espectadores, que acudían de la ciudad y de los campos cercanos.

## Arquitectura
La forma del anfiteatro es particular y no sigue el esquema clásico en elipse de los anfiteatros romanos, sino que está constituido por dos semicírculos unidos por dos tramos cortos rectilíneos. Tiene una longitud total exterior de 121 metros en su eje mayor y de 111 metros en el menor, con una arena interior de 57,2 metros por 47,3 metros. Esta planta, equivalente a dos teatros unidos por sus frentes, es inusual en el mundo romano. Jean-Claude Golvin, arqueólogo y arquitecto especializado en anfiteatros, sugiere la hipótesis de un edificio adaptado a un nuevo tipo de espectáculo creado por Nerón, donde se celebrarían concursos musicales y competiciones de atletismo y ecuestres, además de las clásicas luchas de gladiadores. Los extremos en forma de semicírculo ofrecerían una mejor acústica para los espectáculos musicales, fenómeno ya conocido por los arquitectos romanos. El anfiteatro de madera construido a principios del reinado de Nerón en el Campo de Marte en Roma habría podido seguir un esquema similar, pero no queda ningún resto que lo atestigüe después del gran incendio del año 64. El programa de espectáculos instaurados por Nerón desapareció tras su muerte. Esta hipótesis explicaría esta forma singular, única en este tipo de edificios.
Los espectadores entraban en el anfiteatro por unas trincheras de acceso excavadas en la colina, de las cuales la principal estaba flanqueada por monumentales columnas jónicas. Las gradas estaban comunicadas mediante galerías interiores en forma de anillo.
Se estima que la capacidad del anfiteatro era de unos 12.000 a 16.000 asientos. El graderío estaba dividido en tres niveles. El inferior tenía tres gradas, a las cuales se accedía por un pasillo que estaba situado detrás del tercer escalón y que tenía ocho puertas de entrada. Esta zona estaba reservada a las personalidades importantes y tenía dos tribunas de honor, ubicadas en los extremos del eje menor, una enfrente de la otra. Al norte se disponía el palco del organizador de los juegos (editoris tribunal), y en el lado sur el palco imperial (pulvinar), de cara a la brisa de mar. Estos dos lugares centrales eran los que tenían una mayor acústica y proporcionaban las mejores vistas. Las tribunas estaban rodeadas por los asientos reservados a las autoridades, indicados mediante inscripciones. Los graderíos intermedio y superior tenían once gradas cada uno y estaban separados por un muro que bordeaba el pasillo de acceso.
El sótano de la arena estaba formado por pasillos subterráneos, paralelos a los ejes mayor y menor, y por trampillas, conectadas mediante muros al nivel del suelo. En 2011 este sótano todavía no había sido excavado. Un muro de 2,85 metros de altura rodeaba la arena. En su coronación se disponían unas piedras blancas, separadas cada 2,40 metros y perforadas con agujeros. Su función era la de sujetar unos postes, entre los cuales se extendía una red que protegía a los espectadores de eventuales saltos de los animales. Los gladiadores accedían a la arena por dos grandes entradas bajo arcos en los extremos del eje mayor, mientras que las fieras eran dirigidas desde otras diez aberturas más pequeñas, conectadas entre sí por una galería de servicio.
El hallazgo de numerosas dovelas en la cima de la colina y en la parte superior del graderío indicaría que el anfiteatro habría estado rodeado por una columnata de arcadas, la única parte arquitectónica de la cumbre del cerro que habría sido visible desde lejos. La columnata tenía un pequeño templo en el lado sur del eje menor. Este edificio podría haber estado dedicado a Némesis, diosa tutelar de los anfiteatros, cuyo altar de piedra fue trasladado hasta la arena, lugar donde se encuentra actualmente. También podría haber albergado la estatua que representaba a la Artemisa de Éfeso, encontrada en la zona del anfiteatro, a menos que la escultura fuese solo un elemento de decoración de la columnata.

## Galería de imágenes
|                                                                           |
| La Artemisa de Éfeso, descubierta cerca del anfiteatro. Museo de Trípoli. |

| |
| Disposición de la arena, con los pasillos subterráneos actualmente cegados. En la coronación del muro perimetral se aprecian los huecos destinados al montaje de la red de protección (parte inferior derecha de la foto). |

|                                                                              |
| Mosaico de Zliten, que muestra los espectáculos celebrados en el anfiteatro. |

|                     |
| Entrada a la arena. |

### Documentos utilizados para la elaboración de este artículo
- Polidori, Robert; Di Vita, Antonino; Di Vita-Evrard, Ginette; Bacchielli, Lidiano (1998). La Libye antique, Cités perdues de l'Empire romain (en francés). Editions Mengès. ISBN 2-8562-0400-7.
- Golvin, Jean-Claude (2012). L'amphithéâtre romain et les jeux du cirque dans le monde antique (en francés). Archéologie nouvelle. ISBN 978-2-9533973-5-2.
- Golvin, Jean-Claude (2011). «Comment expliquer la forme non elliptique de l’amphithéâtre de Leptis Magna (Al Khums/Libye) ?». Études de Lettres (en francés). pp. 307-324. Consultado el 9 de febrero de 2015.